# 13. група хемијских елемената
| Група   | 4      |
| Периода |        |
| 2       | 5 B    |
| 3       | 13 Al  |
| 4       | 31 Ga  |
| 5       | 49 In  |
| 6       | 81 Tl  |
| 7       | 113 Nh |

13. група хемијских елемената је једна од 18 група у периодном систему елемената. У овој групи се налазе: бор, алуминијум, галијум, индијум, талијум и нихонијум. Елементе у групи бора карактеришу три валентна електрона. Ови елементи су такође називани триелима. У овој периоди се налазе 1 металоид и пет слабих метала. Сви елементи сем унунтријума (нихонијума) који је вештачки добијен се налазе у природи. Атомске масе ових елемената крећу се између 10,81 и 284. Ова група носи и називе: борова група хемијских елемената и IIIА група хемијских елемената.
Бор се обично класификује као (металоид), док се остатак, са могућим изузетком нихонијума, сматра пост-транзиционим металима. Бор се ретко јавља, вероватно зато што бомбардовање субатомским честицама произведеним из природне радиоактивности ремети његова језгра. Алуминијум се широко налази на земљи и трећи је најраспрострањенији елемент у Земљиној кори (8,3%). Галијум се налази у земљи са количином од 13 . Индијум је 61. најзаступљенији елемент у земљиној кори, а талијум се налази у умереним количинама широм планете. Није познато да се нихонијум појављује у природи и зато се назива синтетичким елементом.
Неколико елемената групе 13 има биолошку улогу у екосистему. Бор је елемент у траговима код људи и неопходан је за неке биљке. Недостатак бора може довести до успоравања раста биљака, док вишак може нанети штету инхибирањем раста. Алуминијум нема биолошку улогу, нити значајну токсичност и сматра се безбедним. Индијум и галијум могу да стимулишу метаболизам; галијуму се приписује способност везивања за протеине гвожђа. Талијум је високо токсичан, омета функцију бројних виталних ензима, и коришћен је као пестицид.

## Карактеристике
Као и друге групе, чланови ове породице показују обрасце у конфигурацији електрона, посебно у најудаљенијим љускама, што резултира трендовима у хемијском понашању:
| Z   | Елемент    | Број електрона по љусци              |
| --- | ---------- | ------------------------------------ |
| 5   | бор        | 2, 3                                 |
| 13  | алуминијум | 2, 8, 3                              |
| 31  | галијум    | 2, 8, 18, 3                          |
| 49  | индијум    | 2, 8, 18, 18, 3                      |
| 81  | талијум    | 2, 8, 18, 32, 18, 3                  |
| 113 | нихонијум  | 2, 8, 18, 32, 32, 18, 3 (предвиђено) |

Борова група је запажена по трендовима у конфигурацији електрона, као што је горе приказано, и по неким карактеристикама својих елемената. Бор се разликује од осталих чланова групе по тврдоћи, рефрактивности и неспремности да учествује у металном везивању. Пример тренда реактивности је тенденција бора да ствара реактивна једињења са водоником.
Иако се налази у p-блоку, група је позната по кршењу правила октета од стране својих чланова бора и (у мањој мери) алуминијума. Ови елементи могу поставити само шест електрона (у три молекулске орбитале) на валентну љуску. Сви чланови групе окарактерисани су као тровалентни.

### Хемијска реактивност

#### Хидриди
Већина елемената у групи бора показује повећану реактивност како елементи постају тежи у атомској маси и како се његов атомски број повећава. Бор, први елемент у групи, генерално је нереактиван са многим елементима, осим на високим температурама, иако има способност формирања многих једињења са водоником, која се понекад називају борани. Најједноставнији боран је диборан, или . Други пример је .
Следећи елементи групе 13, алуминијум и галијум, формирају неколико мање стабилних хидрида, иако постоје  и . За индијум, следећи елемент у групи, није познато да формира много хидрида, осим у сложеним једињењима као што је фосфински комплекс . Синтетизовано стабилно једињење талијума и водоника до сада није синтетисано.
| Нека уобичајена хемијска једињења групе бора | Нека уобичајена хемијска једињења групе бора | Нека уобичајена хемијска једињења групе бора | Нека уобичајена хемијска једињења групе бора | Нека уобичајена хемијска једињења групе бора | Нека уобичајена хемијска једињења групе бора |
| Елемент                                      | Оксиди                                       | Хидриди                                      | Флуориди                                     | Хлориди                                      | Сулфиди                                      |
| -------------------------------------------- | -------------------------------------------- | -------------------------------------------- | -------------------------------------------- | -------------------------------------------- | -------------------------------------------- |
| Бор                                          | (β/g/α)B2O3                                  | B2H6                                         | BF3                                          | BCl3                                         | B2S3                                         |
| Бор                                          | B2O                                          | B10H14                                       | BF− 4                                        |                                              |                                              |
| Бор                                          | B6O                                          | BH3                                          | B2F4                                         |                                              |                                              |
| Бор                                          |                                              | B5H9                                         | BF                                           |                                              |                                              |
| Бор                                          | B6H12                                        |                                              |                                              |                                              |                                              |
| Бор                                          | B4H10                                        |                                              |                                              |                                              |                                              |
| Бор                                          | B 6H2− 6                                     |                                              |                                              |                                              |                                              |
| Бор                                          | B 12H2− 12                                   |                                              |                                              |                                              |                                              |
| Бор                                          | B20H26                                       |                                              |                                              |                                              |                                              |
| Алуминијум                                   | (γ/δ/η/θ/χ)Al2O3                             | (α/α`/β/δ/ε/θ/γ) AlH3                        | AlF3                                         | AlCl3                                        | (α/β/γ) Al2S3                                |
| Алуминијум                                   | Al2O                                         | Al2H6                                        |                                              |                                              |                                              |
| Алуминијум                                   | AlO                                          | AlH4                                         |                                              |                                              |                                              |
| Алуминијум                                   | AlH− 4                                       |                                              |                                              |                                              |                                              |
| Галијум                                      | (α/β/δ/γ/ε) Ga2O3                            | Ga2H6                                        | GaF3                                         | GaCl3                                        | GaS                                          |
| Галијум                                      |                                              | GaH4                                         |                                              | GaCl2                                        |                                              |
| Галијум                                      |                                              | GaH3                                         |                                              | Ga2Cl4                                       |                                              |
| Галијум                                      |                                              |                                              | Ga2Cl6                                       |                                              |                                              |
| Галијум                                      |                                              |                                              | GaCl− 4                                      |                                              |                                              |
| Галијум                                      |                                              |                                              | Ga 2Cl− 7                                    |                                              |                                              |
| Индијум                                      | In2O3                                        | InH3                                         | InF3                                         | InCl3                                        | (α/β/γ) In2S3                                |
| Индијум                                      | In2O                                         |                                              |                                              |                                              |                                              |
| Талијум                                      | Tl2O3                                        | TlH3                                         | TlF                                          | TlCl                                         |                                              |
| Талијум                                      | Tl2O                                         | TlH                                          | TlF3                                         | TlCl3                                        |                                              |
| Талијум                                      | TlO2                                         |                                              | TlF3− 4                                      | TlCl2                                        |                                              |
| Талијум                                      | Tl4O3                                        |                                              | TlF2− 3                                      | Tl2Cl3                                       |                                              |
| Нихонијум                                    | (Nh2O)                                       | (NhH)                                        | (NhF)                                        | (NhCl)                                       | NhOH                                         |
| Нихонијум                                    | (Nh2O3)                                      | (NhH3)                                       | (NhF3)                                       | (NhCl3)                                      |                                              |
|                                              |                                              |                                              | (NhF− 6)                                     |                                              |                                              |

#### Оксиди
Познато је да сви елементи групе бора формирају тровалентни оксид, при чему су два атома елемента ковалентно везана са три атома кисеоника. Ови елементи показују тренд повећања  (од киселог до базног). Боров оксид је благо кисео, алуминијум и галијум оксид ( и ) су амфотерни, индијум(III) оксид је скоро амфотерни, а талијум(III) оксид је Луисова база јер се раствара у киселинама и формира соли. Свако од ових једињења је стабилно, али се талијум оксид разлаже на температурама вишим од 875 °C.

#### Халиди
Елементи у групи 13 такође могу да формирају стабилна једињења са халогенима, обично са формулом  (где је M елемент групе бора, а X је халоген). Флуор, први халоген, може да формира стабилна једињења са свим тестираним елементима (осим неона и хелијума), а борова група није изузетак. Чак се претпоставља да би нихонијум могао да формира једињење са флуором, , пре него што се спонтано распадне због радиоактивности нихонијума. Хлор такође формира стабилна једињења са свим елементима у боровог групи, укључујући талијум, и претпоставља се да реагује са нихонијумом. Сви елементи ће реаговати са бромом под одговарајућим условима, као и са осталим халогенима, али мање енергично од хлора или флуора. Јод ће реаговати са свим природним елементима у периодном систему осим са племенитим гасовима, а познат је по својој експлозивној реакцији са алуминијумом у . Астат, најтежи халоген, формира само неколико једињења због своје радиоактивности и кратког полуживота, а нема извештаја о једињењу са везом At–Al, –Ga, –In, –Tl или -Nh, иако научници сматрају да би требало да формира соли са металима.